# 콘킬리에
콘킬리에(이탈리아어: conchiglie, 단수: conchiglia 콘킬리아[*])는 이탈리아의 파스타이다. 듀럼밀로 만들며 토마토 추출물이나 오징어 먹물, 시금치 물 등으로 천연색소를 넣어 반죽하기에 그 종류도 다양하다. 콘킬리에는 면 자체에 다른 소스를 쉽게 흡수하여 맛을 살린다. 영국에서 널리 소비되는 파스타 면이며 작은 콘킬리에를 콘킬리에트라고 부른다.
이탈리아어에서 바다조개를 의미하는 단어인 conchiglia에서 유래하였다. 이탈리아어 단어 Conchiglie와 영어에서 소라류나 조개를 의미하는 단어인 Conch는 그리스어 Konkhe에서 유래한 것으로 조개를 의미한다.
소라 껍데기 모양의 파스타. 파스타 안쪽에 소스가 듬뿍 채워져 훌륭한 파스타 맛을 즐길 수 있다. 삶는 시간은 스파게티보다 긴 13분 정도이고, 미트소스와 잘 어울린다.

## 같이 보기
- 루마케